# Hamza (rapper)
Hamza Al-Farissi, noto semplicemente come Hamza (in berbero ⵃⴰⵎⵣⴰ ⵍⴼⴰⵔⵉⵙⵉ, Ḥamza l-Farisi; in arabo حمزة الفارسي‎?, Ḥamzat al-Fārsī; Laeken, 1º agosto 1994), è un rapper belga di origini marocchine.

## Biografia
Hamza ha raggiunto il successo commerciale con l'album in studio d'esordio, dal titolo Paradise; il progetto, certificato platino dal Syndicat national de l'édition phonographique, è arrivato al 2º posto nella Top Albums francese e al 15º nella Schweizer Hitparade. Sono seguiti i dischi Santa Sauce 2 (2019), oro in Francia, 140 BPM 2 (2021) e Sincèrement (2023); questi ultimi due numero uno nella graduatoria della SNEP. Ha collezionato nove dischi di diamante in Francia, equivalenti a un totale di 2,7 milioni di unità vendute.

## Discografia

### Album in studio
- 2019 – Paradise
- 2021 – 140 BPM 2
- 2023 – Sincèrement
- 2025 – Mania

### EP
- 2021 – 140 BPM

### Mixtape
- 2015 – H-24
- 2016 – Zombie Life
- 2017 – Santa Sauce
- 2017 – 1994
- 2019 – Santa Sauce 2

### Singoli
- 2016 – One One
- 2016 – Hola que pasa
- 2016 – Ghetto
- 2016 – Baby Mama
- 2017 – Godzilla
- 2017 – Destiny's Child
- 2017 – Vibes
- 2018 – Designer
- 2020 – Six (con Cyph3r)
- 2020 – 140 BPM
- 2021 – Elle m'a dit (con DJ Quick e Ninho)
- 2022 – R8 (con 4.4.2 e Alonzo)
- 2022 – Laisse moi te dire (con No Limit e Tayc)
- 2023 – Introduction
- 2023 – Sadio (feat. Offset)
- 2023 – Nocif (con Damso)
- 2023 – Cocoro (con CKay)
- 2023 – Atasanté Part.2 (con Tiakola)
- 2023 – Mon BB (con Gradur)
- 2024 – Penny (con Reezy)
- 2024 – Lalla (con Kore)
- 2024 – Mes lovés (con Ponko)
- 2024 – Toka (con SDM)
- 2024 – Diana (con DJ Snake)
- 2025 – Big Body (con Tarik Azzouz e La Fève)
- 2025 – Kyky2bondy